# Radio Berlin International
Radio Berlin International è stata una stazione radiofonica internazionale della Repubblica Democratica Tedesca attiva dal 1959 fino al 1990, data della riunificazione tedesca.

## Storia

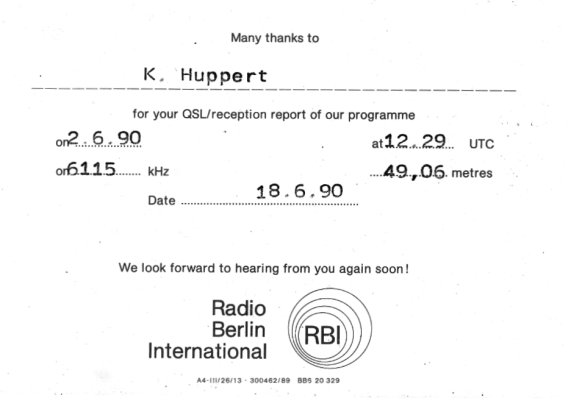
Una cartolina QSL della Radio Berlin International.

Radio Berlin International (RBI) iniziò le trasmissioni nel maggio 1959 per far concorrenza a Deutsche Welle, l'emittente internazionale della Germania occidentale. Gran parte della sua programmazione era costituita da notiziari e informazioni sulla RDT, offrendo una visione promossa dal governo sullo stile di vita in uno Stato socialista. Distribuì anche grandi quantità di materiale pubblicitario a colori sulla vita nella RDT ai suoi radioascoltatori.
La RBI utilizzava dei trasmettitori situati a Lipsia, Königs Wusterhausen e soprattutto Nauen, una delle più antiche e potenti stazioni emittenti al mondo. Nel 1964, il sistema RBI di Nauen, costruito dalle imprese statali VEB Funkwerk Berlin Köpenick e VEB Industrieprojekte, prevedeva un insieme di antenne girevoli ed inclinabili a comando remoto in grado di gestire 200 kW di potenza, rendendo RBI il secondo servizio ad onde corte più potente nel blocco sovietico. Gli studi erano situati in un ex mobilificio di Nalepastraße a Berlino.
L'emittente cessò le trasmissioni il 2 ottobre 1990 poco prima della riunificazione tedesca. con un messaggio noto per l'amarezza di alcuni membri della RBI riguardo alla sua "acquisizione", piuttosto che "unificazione" con la Deutsche Welle occidentale. Le ultime parole (per l'ultima trasmissione in inglese, al minuto 36:48 del riferimento) furono: "Abbiate cura di voi e buona fortuna".
Radio Berlin International trasmise in molte lingue diverse, con molti dei suoi annunciatori nelle diverse edizioni - come quelle in lingua inglese, francese e danese - provenienti dai rispettivi partiti comunisti attivi nei loro paesi. La RBI era una delle principali emittenti internazionali attive durante il periodo della guerra fredda.
Tra gli impianti di trasmissione sopravvive il sito di Nauen, che a seguito della riunificazione tedesca è stato privatizzato e utilizzato da varie emittenti internazionali.

### Possibile rifondazione
Nell'agosto 2012, la PCJ Radio di Taiwan ha riferito nel suo programma in syndication Media Network Plus di una campagna pubblicitaria per una nuova stazione chiamata "Radio Berlin International". Un sito Web e delle e-mail hanno affermato che un gruppo stava preparando dei test di trasmissione e intendeva infine trasmettere programmi, via internet e su onde corte, sulla tecnologia e l'istruzione dall'ex sede della RBI Nauen, la cui proprietà era stata trasferita nel 1990 a Deutsche Welle. Il produttore della PCJ Keith Perron e un collega giornalista contattarono l'organizzazione ponendo delle domande sulla programmazione e sui metodi di finanziamento, ricevendo però delle risposte vaghe. Oltretutto, il sito internet dell'organizzazione scomparve alla fine dello stesso mese.